# 미시마시
미시마시(일본어: 三島市)는 일본 시즈오카현 동부, 이즈반도 중북단에 있는 도시로 원래는 다가타군에 속했다. 도카이도 신칸센의 개통으로 도쿄로의 통근이 가능해지면서 인구가 증가하였다. 공교롭게도 미시마시는 친환경 개발로 물의 도시로 불리고 있다.

## 역사
미시마는 고대의 마을로 미시마 신사를 중심으로 개발되기 시작했다. 나라 시대에 율령제가 정립되면서 미시마는 이즈국의 국부가 되었고 이즈국의 고쿠분지도 이곳에 놓였다. 에도 시대에 미시마는 도카이도의 53개 역참(슈쿠바) 중 하나인 미시마주쿠가 위치해 번창하였다. 이 시기에 미시마는 에도 막부의 직할령이었다. 메이지 유신 이후 미시마는 시즈오카현의 일부가 되었다. 1934년에 단나 터널이 완공된 후 도시는 도쿄와 시즈오카를 연결하는 도카이도 본선으로 연결되었고 빠르게 발전하였다. 1935년에 기타카미촌을 편입하였고 1941년에는 와타다촌을 편입하였다. 미시마정은 1941년 4월 29일에 시로 승격하였다.

## 교통

### 철도
- 도카이 여객철도
  - 도카이도 본선
  - 도카이도 신칸센

- 이즈하코네 철도
  - 슨즈선

### 도로
- 국도 1호선
- 국도 136호선

## 인구
| 연도 | 인구    | ±%     |
| ---- | ------- | ------ |
| 1940 | 38,827  | —      |
| 1950 | 54,516  | +40.4% |
| 1960 | 62,966  | +15.5% |
| 1970 | 78,141  | +24.1% |
| 1980 | 94,612  | +21.1% |
| 1990 | 105,418 | +11.4% |
| 2000 | 110,519 | +4.8%  |
| 2010 | 111,823 | +1.2%  |

## 기후
| 미시마시의 기후                                              | 미시마시의 기후 | 미시마시의 기후 | 미시마시의 기후 | 미시마시의 기후 | 미시마시의 기후 | 미시마시의 기후 | 미시마시의 기후 | 미시마시의 기후 | 미시마시의 기후 | 미시마시의 기후 | 미시마시의 기후 | 미시마시의 기후 | 미시마시의 기후 |
| 월                                                           | 1월             | 2월             | 3월             | 4월             | 5월             | 6월             | 7월             | 8월             | 9월             | 10월            | 11월            | 12월            | 연간            |
| ------------------------------------------------------------ | --------------- | --------------- | --------------- | --------------- | --------------- | --------------- | --------------- | --------------- | --------------- | --------------- | --------------- | --------------- | --------------- |
| 역대 최고 기온 °C (°F)                                       | 24.7 (76.5)     | 24.8 (76.6)     | 26.7 (80.1)     | 28.7 (83.7)     | 31.4 (88.5)     | 36.5 (97.7)     | 36.6 (97.9)     | 37.4 (99.3)     | 36.2 (97.2)     | 32.9 (91.2)     | 27.8 (82.0)     | 25.2 (77.4)     | 37.4 (99.3)     |
| 일평균 최고 기온 °C (°F)                                     | 11.5 (52.7)     | 12.4 (54.3)     | 15.3 (59.5)     | 19.9 (67.8)     | 23.9 (75.0)     | 26.5 (79.7)     | 30.2 (86.4)     | 31.8 (89.2)     | 28.6 (83.5)     | 23.5 (74.3)     | 18.6 (65.5)     | 13.9 (57.0)     | 21.4 (70.5)     |
| 일일 평균 기온 °C (°F)                                       | 5.9 (42.6)      | 6.8 (44.2)      | 10.0 (50.0)     | 14.6 (58.3)     | 19.0 (66.2)     | 22.3 (72.1)     | 26.0 (78.8)     | 27.3 (81.1)     | 24.0 (75.2)     | 18.5 (65.3)     | 13.2 (55.8)     | 8.2 (46.8)      | 16.3 (61.3)     |
| 일평균 최저 기온 °C (°F)                                     | 0.8 (33.4)      | 1.5 (34.7)      | 4.8 (40.6)      | 9.5 (49.1)      | 14.3 (57.7)     | 18.7 (65.7)     | 22.8 (73.0)     | 23.7 (74.7)     | 20.1 (68.2)     | 14.2 (57.6)     | 8.4 (47.1)      | 3.1 (37.6)      | 11.9 (53.4)     |
| 역대 최저 기온 °C (°F)                                       | −9.2 (15.4)     | −9.8 (14.4)     | −7.8 (18.0)     | −2.4 (27.7)     | 1.1 (34.0)      | 7.9 (46.2)      | 11.6 (52.9)     | 15.4 (59.7)     | 8.4 (47.1)      | 0.9 (33.6)      | −2.5 (27.5)     | −7.8 (18.0)     | −9.8 (14.4)     |
| 평균 강수량 mm (인치)                                        | 73.2 (2.88)     | 91.6 (3.61)     | 154.9 (6.10)    | 152.8 (6.02)    | 158.7 (6.25)    | 212.7 (8.37)    | 223.4 (8.80)    | 168.5 (6.63)    | 241.8 (9.52)    | 215.7 (8.49)    | 110.7 (4.36)    | 65.1 (2.56)     | 1,868.2 (73.55) |
| 평균 강수일수 (≥ 0.5 mm)                                     | 6.7             | 7.3             | 11.5            | 11.0            | 11.3            | 13.1            | 11.8            | 9.6             | 12.0            | 11.2            | 8.6             | 6.7             | 120.9           |
| 평균 상대 습도 (%)                                           | 65              | 63              | 65              | 67              | 70              | 75              | 76              | 74              | 75              | 74              | 73              | 68              | 70              |
| 평균 월간 일조시간                                           | 186.3           | 168.1           | 172.2           | 182.2           | 184.8           | 128.9           | 149.7           | 191.0           | 151.2           | 149.4           | 160.1           | 179.4           | 2,003.2         |
| 출처: 일본 기상청 (평년값: 1991년~2020년, 극값: 1930년~현재) |                 |                 |                 |                 |                 |                 |                 |                 |                 |                 |                 |                 |                 |

## 출신 인물
- 오오카 마코토(大岡信) ※시인
- 기타가와 에리(北川えり)
- 다카노 히로시(高野寛) ※음악가
- 다카하라 나오히로(高原直泰) ※축구 선수
- 나가야마 아이코(長山藍子)
- 야마구치 도시오(山口利夫)
- 와타나베 가즈히로(渡辺和洋) ※아나운서

## 공업
- 모리나가 제과 미시마 공장

## 자매 도시
- 미국 패서디나
- 뉴질랜드 뉴플리머스
- 중화인민공화국 리수이시